# 尼察哈
50°27′19″N 35°10′46″E / 50.45528°N 35.17944°E
尼察哈（羅馬化：Nytsakha）是位於烏克蘭東北部的村莊，由蘇梅州奧赫特爾卡區的特羅斯佳內茨市鎮負責管轄。該村處於沃爾斯克拉河右岸，海拔高度125米，2025年該村落人口281。